# Perückensteuer
Die Perückensteuer war eine Steuer, die unter König Friedrich I. in Preußen eingeführt wurde.
Die Perückensteuer wurde eingeführt, nachdem die Staatsfinanzen in Preußen durch den Kurfürsten Friedrich III., dem späteren König Friedrich I. von Preußen, weitgehend zerrüttet worden waren. Da zu jener Zeit Perücken in Mode gekommen waren, entstand die Idee, dass für jede in der Öffentlichkeit getragene Perücke drei Taler entrichtet werden mussten. Die Kontrolle wurde von dem Königlichen Perückeninspektor und seinen etwa ein Dutzend Unterinspektoren ausgeübt, die auch auf offener Straße  den künstlichen Haarschopf abnehmen konnten und den Stempel prüfen durften, der jeweils nach Bezahlung der drei Taler an der Perücke angebracht wurde. 